# Bitwa o Dodekanez
Bitwa o Dodekanez – walki toczone od 8 września do 22 listopada 1943 roku między połączonymi siłami brytyjskimi, włoskimi i greckimi, a wojskami III Rzeszy o panowanie nad wyspami Dodekanezu i basenem Morza Egejskiego.
Kampania była wynikiem zajęcia przez aliantów Dodekanezu po kapitulacji Włoch i rozbrajania włoskich żołnierzy, którzy nie stawiali oporu. Brytyjczycy planowali używać potem wysp jako bazy wypadowej do ataków na niemieckie pozycje na Bałkanach, w tym bardzo ważne pola i rafinerie naftowe w rumuńskim Ploeszti. Niemcy, nie mogąc sobie pozwolić na stratę ważnych strategicznie wysp, zaatakowali połączone wojska brytyjsko-włosko-greckie. Po prawie dwumiesięcznej kampanii obrońcy wysp się poddali, a III Rzesza rozpoczęła okupację Dodekanezu. 
Była to ostatnia kampania wojenna wygrana przez Niemców w czasie II wojny światowej.

## Geneza
Wyspy Dodekanezu znalazły się pod władzą Włoch zaraz po wojnie turecko-włoskiej w 1912 roku. W trakcie II wojny światowej, ze względu na ich położenie, stały się ważną bazą Włoch w wojnie przeciw Grecji oraz działań morskich wspierających inwazję na Krecie.
Przed kapitulacją Włoch we wrześniu 1943 roku wyspy przykuły uwagę brytyjskiego premiera Winstona Churchilla. Churchill już w czasie I wojny światowej jako pierwszy lord Admiralicji wyrażał przekonanie, że obszar ten stanowi „miękkie podbrzusze Europy”. To przekonanie doprowadziło m.in. do klęski wojsk Ententy pod Gallipoli. Mimo to Churchill, zachęcony udanymi lądowaniami aliantów na Sycylii i na Półwyspie Apenińskim rozkazał przygotowywanie planów zajęcia wysp. Zamierzał je wykorzystać jako bazy wypadowe floty i lotnictwa do atakowanie Niemców na Bałkanach, a być może w przyszłości jako „rampę” do inwazji na Grecję. 
W grę wchodziło także możliwe przyciągnięcie na stronę aliantów Turcji, dotychczas neutralnej. Już od dłuższego czasu obie strony konfliktu próbowały wciągnąć ją w sojusz, ale Turcja nadal była niezdecydowana. W latach 1942–1943 szala sympatii Turków zaczęła się przechylać w stronę sojuszu alianckiego, toteż prośby Brytyjczyków nasiliły się. Hamowały ją jednak szybkie postępy wojsk niemieckich na Wschodzie, a zwłaszcza zajęcie Bałkanów przez siły Osi oraz silne sympatie proniemieckie w kraju. Turcja bała się także uzależnienia od ZSRR. W razie ataku na Dodekanez Niemcy musieli więc zażarcie bronić tego rejonu, żeby skutecznie odciągnąć Turcję od pomysłu przyłączenia się do aliantów.

## Początek - upadek Rodos
8 września 1943 roku oficjalnie podano do wiadomości kapitulację Włoch. Zaskoczeni włoscy żołnierze albo mieli zamiar przyłączyć się do aliantów, albo po prostu wrócić do domów. Jednak niemieckie dowództwo od dłuższego czasu było przygotowane na kapitulację swojego sojusznika więc już wcześniej w Grecji zaczęto umacniać siły niemieckie, a nad granicę bułgarsko-turecką wysłano kilka dywizji. W tym czasie wojska te wchodziły w skład Grupy Armii E dowodzonej przez generała Luftwaffe Alexandra Löhra.
Najsilniejszą grupą w czasie kampanii dodekaneskiej był 7,5-tysięczna dywizja uderzeniowa „Rodos” dowodzona przez generała Ulricha Kleemanna. Została ona wysłana na Rodos, a w razie czego miała opanować wyspę.
Rodos w tym czasie był centrum administracji włoskiej na Dodekanezie. Na wyspie wybudowano trzy lotniska, dlatego była tak ważna dla Niemców i aliantów.
Pierwszym garnizonem włoskim na Dodekanezie, który poddał się aliantom już 8 września 1943 roku był ten na wyspie Kastelorizo. Następnego dnia na Rodos zrzucono spadochroniarzy, na czele których stał lord George Jellicoe. Jego zadaniem było przekonanie włoskiego admirała Inigo Campioniego do przejścia na stronę aliantów. Negocjacje zostały przerwane, gdy Kleeman widząc co się dzieje, wydał rozkaz ataku na 40 tysięczny garnizon włoski, nie czekając na decyzję Campioniego. Delegacja Brytyjczyków zdołała uciec, a Włosi skapitulowali już po dwóch dniach.

## Bitwa o Kos
W dniach 3–4 października 1943 roku stoczono bitwę o wyspę Kos, zajętą przez Brytyjczyków w połowie września. Niemcy wysadzili desant morski sił złożonych m.in. jednostki specjalnej Brandenburg, która w ciągu dwóch dni pokonała oddziały brytyjsko-włoskie. Dowódca Felice Leggio oraz ponad stu włoskich żołnierzy po poddaniu się zostało rozstrzelanych.

## Bitwa o Leros
Na wyspie Leros w połowie listopada 1943 roku Niemcy zrzucili spadochroniarzy. Po początkowych trudnościach związanych z desantem powietrznym, siły niemieckie szybko zdobyły przewagę. W ciągu czterech dni pokonały brytyjską obronę. Niemcy okupowali wyspę do końca wojny.

## Kultura masowa
Kampania dodekaneska zainspirowała Alistaira MacLeana do napisania powieści Działa Nawarony, na podstawie której nakręcono potem film o tej samej nazwie.

## Udział Polaków
W czasie bitwy o Dodekanez polski niszczyciel eskortowy ORP Krakowiak w nocy 10/11 listopada 1943 roku wraz z niszczycielami brytyjskimi HMS Petard i HMS Rockwood ostrzelał Kalymnos.